# Macintosh Roman
Mac OS Roman (auch Macintosh Roman, kurz MacRoman) ist der von Mac OS verwendete 8-Bit-Zeichensatz für Westeuropa und Amerika.
MacRoman ist in RFC 1345 beschrieben. Die mit sieben Bit kodierbaren Zeichen entsprechen dem 7-bittigen US-ASCII. Zusätzlich zu den 95 darstellbaren ASCII-Zeichen (hexadezimal 20hex–7Ehex) kodiert MacRoman 128 weitere (80hex–FFhex), also insgesamt 223 von theoretisch möglichen 256 (= 28). Den Positionen 00hex–1Fhex und 7Fhex sind keine druckbaren Zeichen zugewiesen, da sich an diesen Codepositionen Steuerzeichen befinden.
MacRoman versucht, möglichst viele Sonderzeichen westeuropäischer Sprachen, der Mathematik und Typografie abzudecken, und wurde teilweise von Adobe Inc. entworfen. Die Positionen der Nicht-ASCII-Zeichen weichen dabei von denen im systemübergreifenden Pendant ISO 8859-1 und dem darauf aufbauenden Windows-1252 ab.
| Code | …0             | …1  | …2  | …3  | …4  | …5  | …6  | …7  | …8  | …9 | …A   | …B  | …C | …D | …E | …F  |
| ---- | -------------- | --- | --- | --- | --- | --- | --- | --- | --- | -- | ---- | --- | -- | -- | -- | --- |
| 0…   | NUL            | SOH | STX | ETX | EOT | ENQ | ACK | BEL | BS  | HT | LF   | VT  | FF | CR | SO | SI  |
| 1…   | DLE            | DC1 | DC2 | DC3 | DC4 | NAK | SYN | ETB | CAN | EM | SUB  | ESC | FS | GS | RS | US  |
| 2…   | SP             | !   | "   | #   | $   | %   | &   | '   | (   | )  | *    | +   | ,  | -  | .  | /   |
| 3…   | 0              | 1   | 2   | 3   | 4   | 5   | 6   | 7   | 8   | 9  | :    | ;   | <  | =  | >  | ?   |
| 4…   | @              | A   | B   | C   | D   | E   | F   | G   | H   | I  | J    | K   | L  | M  | N  | O   |
| 5…   | P              | Q   | R   | S   | T   | U   | V   | W   | X   | Y  | Z    | [   | \  | ]  | ^  | _   |
| 6…   | `              | a   | b   | c   | d   | e   | f   | g   | h   | i  | j    | k   | l  | m  | n  | o   |
| 7…   | p              | q   | r   | s   | t   | u   | v   | w   | x   | y  | z    | {   | \| | }  | ~  | DEL |
| 8…   | Ä              | Å   | Ç   | É   | Ñ   | Ö   | Ü   | á   | à   | â  | ä    | ã   | å  | ç  | é  | è   |
| 9…   | ê              | ë   | í   | ì   | î   | ï   | ñ   | ó   | ò   | ô  | ö    | õ   | ú  | ù  | û  | ü   |
| A…   | †              | °   | ¢   | £   | §   | •   | ¶   | ß   | ®   | ©  | ™    | ´   | ¨  | ≠  | Æ  | Ø   |
| B…   | ∞              | ±   | ≤   | ≥   | ¥   | µ   | ∂   | ∑   | ∏   | π  | ∫    | ª   | º  | Ω  | æ  | ø   |
| C…   | ¿              | ¡   | ¬   | √   | ƒ   | ≈   | ∆   | «   | »   | …  | NBSP | À   | Ã  | Õ  | Œ  | œ   |
| D…   | –              | —   | “   | ”   | ‘   | ’   | ÷   | ◊   | ÿ   | Ÿ  | ⁄    | €   | ‹  | ›  | ﬁ  | ﬂ   |
| E…   | ‡              | ·   | ‚   | „   | ‰   | Â   | Ê   | Á   | Ë   | È  | Í    | Î   | Ï  | Ì  | Ó  | Ô   |
| F…   | Apple-Logo () | Ò   | Ú   | Û   | Ù   | ı   | ˆ   | ˜   | ¯   | ˘  | ˙    | ˚   | ¸  | ˝  | ˛  | ˇ   |

Das Eurozeichen (€) an Position DBhex wurde 1998 mit Mac OS 8.5 eingeführt und ersetzte das generische Währungszeichen (¤). An Position 20hex liegt das normale Leerzeichen (SP), an Position CAhex das geschützte Leerzeichen (NBSP).
Das Apple-Logo an Codeposition F0hex wurde von Apple mit der Umstellung auf Unicode im Private-Use-Bereich an Position U+F8FF kodiert, es ist somit kein offizielles Unicode-Zeichen.
Windows führt den Zeichensatz unter Codepage 10000.